# 高橋のぶ
高橋 のぶ（たかはし のぶ、1949年9月10日 - 2015年7月19日）は、日本の歌手。トランザムのリードボーカル時代より、本名である高橋伸明で知られる。

## 来歴
宮城県出身。 ビートルズに影響を受け、1967年にドラマーとしてプロデビュー。その後、ボーカルに転身する。
つのだひろ&スペースバンドに在籍した後、チト河内らのトランザムにボーカルとして加入。70年代から80年代にかけて、数多くのコマーシャルソングやテレビ番組テーマ曲等を唄った。ユニセフメッセンジャーとして、全国100カ所以上でコンサートを開催。インパクトタイミングの「チャーシューメーン」を流行させた、少年ゴルファーの成長を題材にしたTVアニメ「あした天気になあれ」（原作ちばてつや・週刊少年マガジン）エンディングテーマ「夕焼けに歩きたい」を歌う。
トランザム解散後は、プロデューサー兼歌手として活動し、2003年にトランザムが再復活。2004年には、26年ぶりのシングル「白いボールのファンタジー」でオリコン16位に入る。
2015年7月19日、一人暮らしの自宅にて死去。65歳没。高橋の長女が父を訪問した際には既に亡くなっていたとのことである。

## ディスコグラフィ

### シングル

#### つのだひろ&スペースバンド
- 「ミスター・DJ」

#### トランザム
（一部抜粋）
- 「あゝ青春」(NTV『俺たちの勲章』主題歌)
- 「ビューティフル・サンデー」(TBS朝番組『おはよう720』テーマ曲)
- 「地球の仲間」（NHKミニ番組『地球の仲間』主題歌）
- 「裸足で地球を駆けるのさ」（コカコーラCM）
- 「世界は今日もまわっている」 （クニ河内作詞）
- 「やさしい雨を降らせておくれ」（『明日の刑事』主題歌 ）
- 「Mr.ウエルビー」（国際障害者年協賛歌）
- 「明日に架ける虹」（『宇宙戦艦ヤマト 完結編』挿入歌、桑江知子とデュエット）
- 「君は綺麗なままで」（ハウス食品とんがりコーンCM、河合奈保子とデュエット）

### アルバム
- 「LOVE IS AROUND」
- 「とおり雨」
- 「アジアの風」
- 「TRY」
- 「TIME IS UP」
- 「MOON AREA」（トランザム・ムーン・バンド）
- 「SKY NATIVE」（河合奈保子＆トランザムⅡ）